# サイン (有名人の署名)

自著にサインするドナルド・ラムズフェルド

有名人のサインすなわちオートグラフ（英:autograph）とは、筆者の名前を様式化して書いたもの、またそれを書く行為のこと。しばしば収集の対象となる。
英語の「autograph」は直筆サインのほか直筆手稿も指す。一方「signature」は本人が関わったという意味の署名として使われる。例えば商品に「Autographed by ***」と書かれていればその商品に直筆サインがされているが、「*** Signature」と書かれている場合はその人が監修したという意味でプリントされたサインや活字による名前表示などである。

## サインの入手

### 新品
日本では著名人が色紙にサインをして贈る習慣（サイン色紙）が見られる。
有名人はファンとの会合でサインをしたり、サイン入り商品を販売したりする。こうしたイベントは日本では「サイン会」と呼ばれる。
書籍や音楽CDでは、作者（小説家ら著者や歌手）のサイン会が販売促進のため実施される。アイドルのサイン会でサインをもらうことは握手会と並んでファンにとって重要な体験であるという。
サインは通常、紙の書籍へのサインだったが、著者に個別に依頼して得たサインを個人の電子ブックリーダー上で表示できるようにするサービスも登場した。

### 中古
故人を含む有名人のサインは、オークションなどで高額で購入されることがある。古本でも「署名本」「サイン本」として無署名の本より珍重される傾向があり、署名本専門の古書店も存在する。
こうした事情から、有名人のサインを偽造して販売する者もおり、摘発事例もある。

## 詐欺
オートグラフのコレクターは、歴史の一部を捉える方法として、署名された歴史的文書、手紙、またはオブジェクトを収集することを楽しむ。しかし、偽造者は偽造品を売って利益を得ようとする。 署名だけが偽造されることもあれば、文書全体が偽造されることもある。 アマチュアのコレクターが贋作と本物のサインを見分けるのはほとんど不可能だが、プロに相談することはできる。 
eBayでよく見かける方法のひとつに、多くのセラーが "プレプリント "と呼んでいるものがある。 商品は本物のサイン入り写真のコピーで、通常は光沢のある自家製写真用紙に印刷されている。 このことはほとんどの場合、買い手に伝えられているので、偽物と思わない人もいるかもしれない。 2012年10月、オレゴン州グレシャムに住むチャド・リチャード・ボールドウィンは、偽のベーブ・ルースとビートルズのサインを販売したとして、2年の実刑判決を受けた。 ボールドウィンはスポーツ記念品の贋作に長けている。

### 認証
オートグラフの鑑定及び第三者認証を行う企業として、元々はトレーディングカードの鑑定会社であるPSAなどが知られている。
最近、eBayのオートグラフ販売者の数が大幅に増加し、高価なオートグラフを提供する多くの新しいギャラリーや小売店では、カジュアルなオートグラフのコレクターや一度だけの購入者は、多くの場合、販売時に販売者が発行した真正証明書を要求している。 どのような保証でもそうであるように、これらの証明書は、それを発行する売り手と同じ信頼性しかなく、売り手が詐欺師である場合、証明書と署名された商品が無価値になる可能性がある。

## 権利
サインは肖像などに準じて、サインした本人のパブリシティ権の対象となることがある。